# Julia Fordham
Julia Fordham (10 de agosto de 1962) es una cantautora británica de pop y jazz.

## Carrera
Su carrera profesional inició en la década de 1980 bajo el nombre de "Jules Fordham", como corista de Mari Wilson y Kim Wilde, antes de empezar una carrera como solista a finales de la década. En 1988 lanzó su primer álbum en Circa Records, simplemente titulado Julia Fordham. Después de una gira publicitaria que incluyó una aparición en el programa de entrevistas de la BBC Wogan en abril de 1988, el álbum alcanzó el puesto No. 20 en el Reino Unido y finalmente ganó un disco de platino. Contenía el sencillo Top 40 "Happy Ever After" (que alcanzó su punto máximo en el número 27 en agosto de 1988). El álbum también se grabó en los Estados Unidos, alcanzando el puesto No. 118 en la lista Billboard 200.
Su siguiente trabajo, Porcelain, alcanzó incluso un éxito mayor que su antecesor, escalando a la posición No. 13 en el Reino Unido y a la No. 74 en los Estados Unidos. En 1991 publicó Swept, que logró ubicarse en la posición No. 33 en las listas británicas, pero que no consiguió figuración en Norteamérica. Falling Forward de 1994 fue el último álbum de estudio de la artista en obtener figuración en las listas del Reino Unido.

## Discografía
- 1988 Julia Fordham (Reino Unido No. 20, EE. UU. No. 118[2])
- 1989 Porcelain (Reino Unido No. 13, EE. UU. No. 74[3])
- 1991 Swept (Reino Unido No. 33)
- 1994 Falling Forward (Reino Unido No. 21)
- 1997 East West
- 1998 Julia Fordham Collection
- 2002 Concrete Love
- 2004 That's Life
- 2005 That's Live
- 2007 Baby Love EP
- 2007 Songbook
- 2008 China Blue
- 2010 Unusual Suspects
- 2013 Porcelain - versión de lujo
- 2013 Swept - versión de lujo
- 2013 Under the Rainbow
- 2014 The Language of Love
- 2016 Mixed, Shaken & Stirred
- 2016 Live & Untouched
- 2017 The Language of Love